# Caenolestidae
A família Caenolestidae, além de abranger alguns géneros dos quais se conservam registos fósseis, inclui as únicas espécies de paucituberculados actualmente vivos.
Estes raros marsupiais povoam inúmeros ecossistemas nos Andes, na costa americana do Pacífico.

## Características
São animais de pequeno porte, delgados, cujo corpo está coberto por um denso pêlo cinzento ou grisalho.
Possui um crânio arredondado, focinho largo e uma boca armada com dentes afiados. A mandíbula inferior possui dois poderosos primeiros incisivos seguidos de outros de tamanho normal. Na mandíbula superior, cada grupo de dentes está separado por pequeno espaço intermandibular. A margen do lábio superior possui uma característica interrupção criada por uma prega na pele.
Os olhos são pequenos, escuros, redondos e brilhantes.
Apesar dos dados disponíveis acerca das espécies que fazem parte desta família serem escassos, pensa-se que são fundamentalmente insectívoros, apesar dos seus incisivos lhes possibilitarem matar pequenos mamíferos.

## Classificação
- Família Caenolestidae Trouessart, 1898
  -     - Gênero †Halmarhippus Ameghino, 1901 (incertae sedis)
    - Gênero †Micrabderites Simpson, 1932 (incertae sedis)

  - Subfamília †Pichipilinae Marshall, Case & Woodburne, 1989
    - Gênero †Pichipilus Ameghino, 1890
      - †Pichipilus centinelus Marshall e Pascual, 1977
      -  ?†Pichipilus exilis
      - †Pichipilus halleuxi Marshall, 1990
      - †Pichipilus osborni Ameghino, 1890
      -  ?†Pichipilus rigssi (Simpson, 1932)

    - Gênero †Phonocdromus Ameghino, 1894
      - †Phonocdromus gracilis Ameghino, 1894
      -  ?†Phonocdromus patagonicus

    - Gênero †Pliolestes Reig, 1955
      - †Pliolestes tripotamicus Reig, 1955

  - Subfamília Caenolestinae Trouessart, 1898
    - Gênero †Pseudhalmarhippus Ameghino, 1903
      - †Pseudhalmarhippus guaraniticus Ameghino, 1903

    - Gênero †Stilotherium Ameghino, 1887
      - †Stilotherium dissimile

    - Género Caenolestes Thomas, 1895
      - Caenolestes caniventer Anthony, 1921
      - Caenolestes condorensis Albuja & Patterson, 1996
      - Caenolestes convelatus Anthony, 1924
      - Caenolestes fuliginosus (Tomes, 1863)
      - †Caenolestes judithae
      - †Caenolestes minor

    - Género Lestoros Oehser, 1934
      - Lestoros inca (Thomas, 1917)

    - Género Rhyncholestes Osgood, 1924
      - Rhyncholestes raphanurus Osgood, 1924

Bublitz (1987) considera duas outras espécies Lestoros gracilis e Rhyncholestes continentalis, rejeitadas e sinonimizadas com inca e raphanurus, respectivamente, pela maioria dos outros pesquisadores.